# Колоколовская
Колоколовская  — деревня в Вельском районе Архангельской области. Входит в состав Липовского сельского поселения.

## География
Деревня расположена в 124 км на северо-запад от Вельска, на правом берегу озера Верхопуйское, бассейна реки Пуя. Ближайшими населёнными пунктами являются: на юге деревня Сидоровская, на западе село Георгиевское.
Часовой пояс
Колоколовская, как и вся Архангельская область, находится в часовой зоне МСК (московское время). Смещение применяемого времени относительно UTC составляет +3:00.

## Население
| 2002 | 2010 | 2012 | 2014 |
| ---- | ---- | ---- | ---- |
| 59   | ↘32  | ↘30  | ↗33  |

## Инфраструктура
Деревня находится в 4,5 километрах от автодороги регионального значения «Долматово — Няндома — Каргополь» (Р2). Для пересечения озера используется постоянный мост.

## История
Указана в «Списке населённых мест по сведениям 1859 года» в составе Вельского уезда Вологодской губернии под номером «2228» как «Колоколовское (Заозерье)». Насчитывала 16 дворов, 64 жителя мужского пола и 56 женского.
В материалах оценочно-статистического исследования земель Вельского уезда упомянуто, что в 1900 году в административном отношении деревня входила в состав Верхопуйского сельского общества Верхопуйской волости. На момент переписи в селении Колоколовская находилось 30 хозяйств, в которых проживало 102 жителя мужского пола и 90 женского.